# Ольерос (станция метро)
«Ольерос» (исп. Olleros) — станция Линии D метрополитена Буэнос-Айреса.
Станция находится на границе районов Палермо и Коллехиалес, на пересечении улиц Авенида Кабильдо и Авенида Федерико Лакросе. Станция была открыта 31 мая 1997 года в присутствии тогдашнего главы городского правительства Фернандо де ла Руа. Оценочно стоимость продления линии и строительства новой станции составила 20 миллионов долларов. Станция была названа в честь Хуана Хосе Орельоса, участника войны за независимость Аргентины.

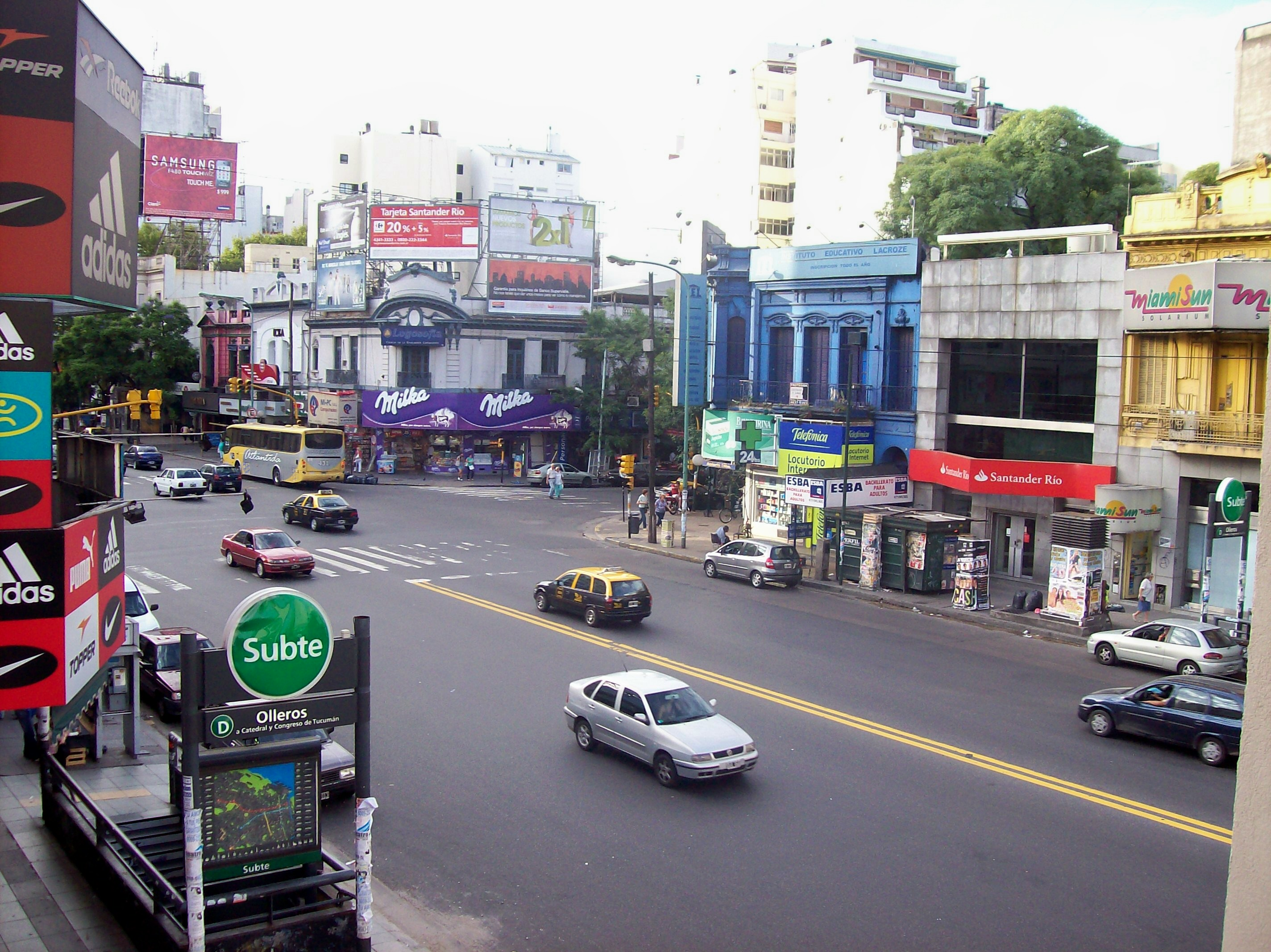
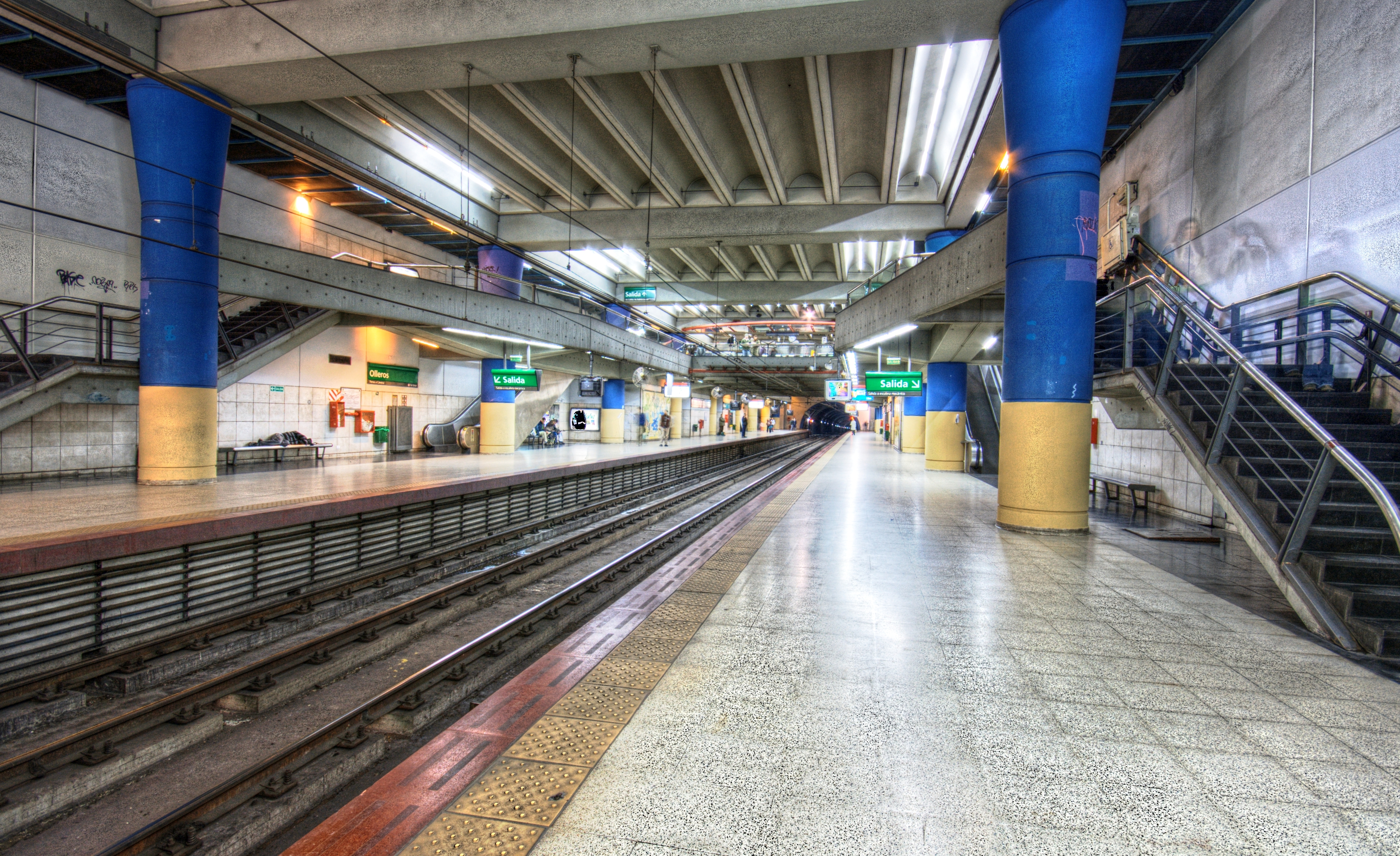